# Hans Fritz
Hans Erik Andreas Fritz, född 12 september 1931 i Malmberget, Norrbottens län, död 25 januari 2016 i Malmö, var en svensk läkare. 
Fritz, som var son till trafikinspektör Algot Fritz och Karin Cronée, avlade studentexamen i Boden 1951, blev medicine kandidat vid Karolinska Institutet 1953, medicine licentiat vid Lunds universitet 1958, medicine doktor och docent där 1972. Han var tillförordnad underläkare vid kirurgiska kliniken på Garnisonssjukhuset i Boden 1955–1957, vid ortopediska kliniken där 1958–1959, underläkare vid medicinska kliniken B (njurkliniken) på Lunds lasarett 1958–1964, underläkare och klinisk amanuens vid bakteriologiska centrallaboratoriet där och institutionen för mikrobiologi vid Lunds universitet 1964–1970, blev biträdande överläkare vid medicinska njurkliniken på Regionsjukhuset i Linköping 1970 och överläkare vid avdelningen för klinisk bakteriologi på Halmstads lasarett 1975. Han var ledamot av hygienkommittén i Lunds stad 1969–1970. Han författade skrifter i klinisk fysiologi, nefrologi, bakteriologi och immunologi.